# Lingua tocaria
Il tocario (il nome è convenzionale) è un ramo delle lingue indoeuropee che era parlato nello Xinjiang. Esso è testimoniato da testi redatti in due dialetti: l'agneo (dal sito di Karasahr), più comunemente detto tocario A (codice ISO 639-3 xto), o tocario orientale, e il cuceo (dal sito di Kucha), meglio noto come tocario B (codice ISO 639-3 txb), o tocario occidentale. Entrambe queste lingue sono estinte da più di un millennio ed erano ancora ignote ai glottologi dell'Ottocento. La loro scoperta avvenne nel corso di una spedizione archeologica guidata da Aurel Stein nel 1906-08.

## Distribuzione geografica e storia del tocario
Entrambi i dialetti tocari erano parlati nel bacino del fiume Tarim nell'Asia Centrale, in quella che attualmente è la regione cinese dello Xinjiang. Le popolazioni che parlavano queste lingue sono state identificate, probabilmente a torto, con i Tocharoi menzionati da fonti greche, da Strabone nella Geografia (vedi anche Saci) e Tolomeo (VI, 11, 6) col nome di Ithaguri. Il nome "tocario" è usato convenzionalmente in mancanza di alternative e fondate convergenze tra gli studiosi del settore.
Il tocario è documentato in frammenti manoscritti soprattutto del VII e VIII secolo (con alcuni ancora più antichi), scritti su foglie di palma, tavolette di legno o carta cinese, conservatisi per il clima estremamente secco della valle del Tarim. La lingua era già nel VI secolo sufficientemente antica da dare origine a due dialetti, o lingue separate, che si sono conservate nei manoscritti.

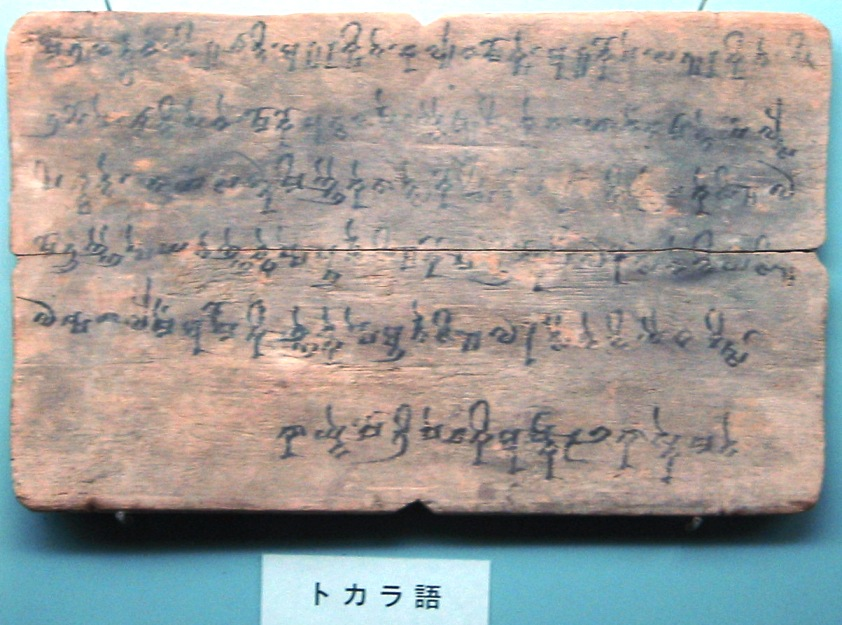
Tavola di legno con iscrizioni in tocario. Kucha, Cina, V-VIII secolo. Conservata al Museo nazionale di Tokyo.

L'esistenza del tocario fu scoperta casualmente agli inizi del XX secolo durante gli scavi nelle città di Turfan e di Karasahr, anticamente chiamata Agni, nella parte orientale della regione. Furono portati alla luce manoscritti in un alfabeto fino allora sconosciuto, che trascriveva una lingua che si dimostrò essere un ramo ignoto della famiglia linguistica indo-europea, definito "tocario A". L'alfabeto usato deriva da quello sillabico nord-indiano Brahmi ed è chiamato "brahmi obliquo". Esistono però anche alcuni esempi di alfabeto manicheo, lo stesso in cui erano compilati i testi della religione manichea. Divenne presto evidente che gran parte dei manoscritti era costituita da traduzioni di opere buddhiste note in sanscrito, e alcune di essi erano persino bilingui, offrendo in tal modo una sorta di stele di Rosetta, che facilitò moltissimo la decifrazione delle lingue tocarie. L'interpretazione dei manoscritti procedette dunque molto velocemente e già nel 1908 Emil Sieg e Wilhelm Siegling poterono dimostrare che ci si trovava dinanzi a due lingue indoeuropee appartenenti a rami diversi da quelli tipici delle lingue indoeuropee asiatiche (satem). Oltre ai testi della religione buddhista e a un breve frammento manicheo, vi erano presenti corrispondenze e resoconti dei monasteri, documenti commerciali, lasciapassare di carovane e testi magici e medici. I Tocari erano verosimilmente buddisti.
Nel 1998, il linguista cinese Ji Xianlin pubblicò una traduzione ed analisi di frammenti di un testo tocario (Maitreyasamiti-Nataka) scoperto nel 1974 a Yanqi.
Non è noto se il tocario sia mai stato parlato nell'Impero Kusana e anzi questa ipotesi potrebbe essere falsa, poiché l'identificazione dei Tocari-Kushan di Tolomeo (gli Yuezhi delle cronache cinesi),  con i Tocari della linguistica è in qualche modo arbitraria (vedi Tocari).
Il tocario probabilmente si estinse durante il dominio uiguro, che cominciò dopo la conquista araba del Turkestan nel IX secolo. Questa teoria è supportata dalla scoperta di traduzione di testi del Turkestan in uiguro. Si pensa che all'epoca della redazione dei manoscritti più antichi, il tocario A stesse già diventando una lingua morta.
Manoscritti in tocario B sono stati ritrovati sia nelle città orientali, sia nella città di Kusha, situata nella parte occidentale della regione. Per tale motivo, il tocario B è stato definito cuceo o tocario occidentale. Tra i testi in tocario B figurano sia opere di carattere religioso, sia documenti di carattere amministrativo.
Nel territorio di Krorän, situato nella parte meridionale del bacino del Tarim, sono stati recentemente ritrovati diversi testi amministrativi scritti in prakrito (una lingua indiana). Questi testi riportano diversi nomi propri e vocaboli che appaiono presi in prestito da una forma di tocario - indicata talvolta come tocario C - parlato dalla popolazione nativa. I documenti risalgono al terzo secolo della nostra era e forniscono quindi la più antica attestazione di una lingua del gruppo tocario.

## Fonetica

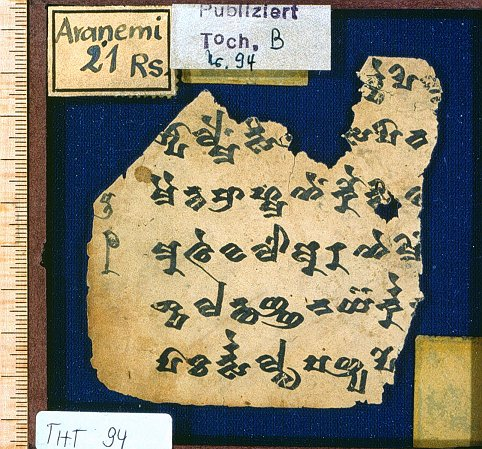

Il tocario sorprendentemente non appartiene alle lingue iraniche (satem), ma è una lingua di tipo centum, affine alle lingue indoeuropee del ramo occidentale.
È caratterizzata dalla trasformazione delle antiche palato-velari in velari (*k, *g, *gʰ), fenomeno generalmente associato alle lingue europee occidentali (celtico, germanico, greco antico e lingue italiche). La scoperta del tocario contribuì al dibattito tra gli studiosi sulla divisione delle lingue indoeuropee in un ramo occidentale ed in uno orientale.

### Vocali
- /i/, /e/, /a/ (trascritto <ā>) /u/, /o/, /ɨ/ (trascritto <ä>), /ə/ (trascritto <a>)
- dittonghi (toc. B): /əi/ (trascritto <ai>), /oi/ (trascritto <oy>), /əu/ (trascritto <au>, /au/ (trascritto <āu>).

Tra le innovazioni dalla lingua madre, troviamo la perdita dell'asse di opposizione tra vocali lunghe e brevi. Si verificano anche alcuni cambiamenti di timbro.
Le brevi ad es. *e, *i, *u danno luogo al tocario (comune) *a, ma spesso possono anche cadere. La vocale ad es. breve *o diventa in tocario comune *e:
- PIE *ludʰ- (grado zero di *lewdʰ-) > toc. A läc «uscì»
- PIE *dʰugh₂tḗr «figlia» > toc. B tkācer, toc. A ckācar
- PIE *só > toc. B se (pronome).

Le lunghe indoeuropee diventano brevi, ma mantengono la qualità del timbro originale, ad eccezione di ad es. *ō e di *ā, che nella maggior parte dei casi si confondono tra loro.
Le sonanti sillabiche indoeuropee sviluppano la vocale d'appoggio *ä in tocario comune ricostruito (ad es. *ḱm̥tom > toc. A känt). In sillaba tonica il tocario B trasforma in a la vocale *ä del tocario comune ricostruito (toc. B kante) e trasforma in ā la vocale *a del tocario comune.
Nel tocario A le vocali in sillabe finali scompaiono.

### Consonanti
- Occlusive: /p/, /t/, /c/, /k/, /kʷ/ (trascritto <ku>)
- Affricate: /t͡s/
- Fricative: /s/, /ɕ/ (trascritto <ś>), /ʂ/ (trascritto <ṣ>)
- Approssimanti: /w/, /j/ (trascritto [y])
- Vibranti: /r/
- Nasali: /m/, /n/ (trascritto <ṃ> in finale di parola), /ɲ/ (trascritto <ñ>)
- Laterali: /l/, /ʎ/ (trascritto <ly>)

Le consonanti tocarie sviluppano una serie di innovazioni rispetto alla lingua madre, tra cui la scomparsa delle assi di opposizione di sonorità e aspirazioni, che caratterizzavano in modo importante l'indoeuropeo.
Tutte le occlusive indoeuropee confluiscono in unico gruppo di occlusive sorde.
- In.eu. dʰegʷʰ- > toc.A/B tsäk- «accendere»

Le labiali ad es. *p, *b, *bʰ confluiscono in un'unica *p nel tocario comune:
- In.eu. *dʰewbʰ- «profondo» > *dʰoubʰ-o- > toc.B taupe «miniera», confronta gotico diups «profondo»
- In.eu. *ph₂tḗr «padre» > toc.A pācar, toc.B pācer
- In.eu. *bʰréh₂tēr «fratello» > toc.A pracar, toc.B precer

Anche le dentali confluiscono tutte in *t, ad eccezione della sonora semplice *d che secondo alcuni studiosi confluisce in tocario comune *ts:
- In.eu. dewk- > toc.A tsäk «tirare fuori», confronta il latino dūcere.

È probabile che il tocario comune abbia dileguato le aspirate (legge di Grassmann). Questo fenomeno, avvenuto in epoche precedenti alla suddivisione in tocario A e tocario B) spiegherebbe alcuni casi nel tocario comune in cui *ts corrisponde all'in.eu. *dʰ:
- In.eu. dʰegʷʰ- > toc.comune *degʷʰ > toc.A/B tsäk- «accendere», confronta il latino fovēre

Questa mancanza di opposizione fra le varie consonanti rendeva il sistema consonantico estremamente povero di opposizione distintive. Si creò quindi un nuovo sistema di opposizione palatizzato - non palatizzato.
Dapprima la palatizzazione interessava le consonanti precedenti alle vocali palatali (e e i), e quindi la palatizzazione era una caratteristica di uno stesso fonema:
- *t >*c [ʧ]
- *ts >*ś [ʃ]
- *k >*ś [ʃ]
- *n >*ñ [ɲ]
- *l >*ly [ʎ]
- *s >*ṣ [sj]
- *w >*y [j]

Queste consonanti venivano pronunciate nella loro forma palatale davanti a e e i, ma nella loro forma normale davanti alle altre vocali.
Successivamente, una serie di mutamenti avvenuti all'interno del sistema vocali e del timbro delle vocali stesse, ruppe l'originaria distribuzione complementare e le palatali vennero pronunciate tali anche davanti a vocale diversa da e e i. Le palatizzate divennero così fonemi autonomi e distinti:
- In.eu. *new-os «nuovo» > toc.com. *ñewo- [ɲewo] > toc.B ñuwe, toc.A ñu, confronta la stessa voce con le altre lingue indoeuropee occidentale.

In questo esempio, nel tocario comune la palatale ñ esisteva grazie alla vocale e che la segue, mentre nel tocario B è un fonema a parte e si può pronunciare anche davanti a u.
Ecco una tabella riassuntiva delle consonanti:
| Consonanti  | labiali | dentali | palatali | velari |
| ----------- | ------- | ------- | -------- | ------ |
| Plosive     | p py    | t       | c        | k ky   |
| Nasali      | m my    | n       | ñ        | n̩      |
| Fricative   |         | s       | ś ṣ      |        |
| Affricative |         | ts tsy  |          |        |
| Liquide     |         | r l     | ly       |        |
| Semivocali  | w       |         | y        |        |

## Morfologia

### Morfologia verbale

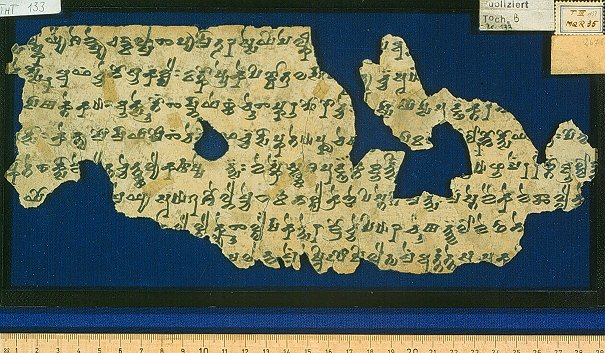

La morfologia tocaria è molto ricca, ma completamente ristrutturata rispetto a quella indoeuropea. Vi sono tre tempi principali: il presente, il preterito e l'imperfetto. Esistono poi quattro modi: indicativo, imperativo, ottativo e congiuntivo (usato talvolta con valore di futuro). Infine, troviamo desinenze produttive per i verbi causativi.
Nei temi del presente, molti dei quali sono atematici, benché derivino da verbi tematici indoeuropei,  troviamo molte terminazioni tipiche dell'indoeuropeo, tra cui *-se/o (toc.B -ṣ-/-s-), *-nā/nə (toc.B -nā), le terminazioni *-je/o (confronta i verbi latini in -io) e *sḱe/o (toc.B -ṣṣ-/-sk-, confronta i verbi incoativi latini in -sco).
Tuttavia, i rapporti tra forma e funzione risultano molto alterati, e spesso non esiste coincidenza tra la voce tocaria e indo-europea: gli originari perfetti confluiscono a volte nel preterito, a volte nel congiuntivo, e altre volte ancora nell'imperativo. Gli ottativi confluiscono in ottativi o imperfetti.
Per quanto riguarda le diatesi, troviamo in tocario anche la diatesi media, caratterizzata dal tema in -r (confronta il latino lego «io leggo» e legor «io sono letto»):
toc.B: musketär «va perduto», 3° persona singolare, diatesi media
Infine, le desinenze che marcano le persone, sono del tutto ristrutturate e alterate rispetto a quelle dell'i.e. ricostruito. Ad esempio, toc.A attivo: 2°sg. -t, 3°sg -ṣ.
Tracce dell'apofonia indoeuropea si possono riscontrare anche nelle variazioni da un tema all'altro all'interno dello stesso paradigma. In genere, tale apofonia è riscontrabile nell'alternanza tra consonanti palatalizzate e consonanti non palatalizzate, in quanto la vocale -e del grado provoca la palatizzazione della consonante precedente: toc.A källāṣ «egli porta» (da un originario grado zero) e śäl «egli portò» (da un originario grado e)

### Morfologia nominale
Il tocario distingue tre generi (maschile, femminile e alternante), tre numeri (singolare, plurale e duale) e tre casi (nominativo, genitivo e caso obliquo). Il genere alternante deriva dal neutro indoeuropeo, ma si flette al singolare come un maschile e al plurale come un femminile (come l'italiano il braccio e le braccia). Tale genere sembra sia nato per motivi fonetici: a seguito della caduta della s finale, la desinenza *-ās del nominativo plurale dei temi in -ā-, usato in i.e. per la quasi totalità dei femminili, venne a coincidere con la terminazione del nominativo-accusativo dei neutri in -o- (i.e. *-ā)
Il tocario ha completamente rinnovato il sistema di declinazione indoeuropeo. Gli unici casi ereditati dall'IE sono il nominativo, il genitivo, e l'accusativo (detti «casi primari»); in tocario l'accusativo è anche detto caso obliquo.
Oltre a questi 3 casi, il tocario ha anche sei casi (casi «secondari») formati mediante l'aggiunta al caso obliquo di suffissi invariabili. Tali particelle possono essere considerate delle posposizioni, più che dei veri e propri suffissi. Si pensa che la creazione dei casi secondari, mediante fusione con la posposizione corrispondente, sia avvenuta quando il tocario era già diviso in due rami, poiché le due lingue (tocario A e B) hanno suffissi differenti e spesso tali suffissi hanno funzioni diverse. Anche il plurale dei casi secondari nasce dall'accusativo (plurale). Di seguito è illustrata la declinazione della parola agneana käṣṣi «insegnante»:
| Caso         | Suffisso     | Singolare   | Plurale     |
| ------------ | ------------ | ----------- | ----------- |
| Nominativo   | Nominativo   | käṣṣi       | käṣṣiñ      |
| Genitivo     | Genitivo     | käṣṣiyāp    | käṣṣiśśi    |
| caso obliquo | caso obliquo | käṣṣiṃ      | käṣṣis      |
| Strumentale  | -yo          | käṣṣinyo    | käṣṣisyo    |
| Perlativo    | -ā           | käṣṣinā     | käṣṣisā     |
| Comitativo   | -aśśäl       | käṣṣinaśśäl | käṣṣisaśśäl |
| Allativo     | -ac          | käṣṣinac    | käṣṣisac    |
| Ablativo     | -äṣ          | käṣṣinäṣ    | käṣṣisäṣ    |
| Locativo     | -aṃ          | käṣṣinaṃ    | käṣṣisaṃ    |

Tra i pronomi di derivazione indo-europea troviamo il pronome interrogativo toc.A kus e toc.B kuse che derivano dal pronome interrogativo-indefinito i.e. *kʷe/o-. Come in ittita e in latino, il pronome interrogativo funge anche da relativo (in toc.A con l'aggiunta della particella -ne).
Tra i pronomi dimostrativi, troviamo in tocario B se, sa, te che deriva dal pronome i.e. *so, *sa, *tod.

## Importanza del tocario nell'indoeuropeistica e la questione centum-satem
L'esistenza delle lingue tocarie e dell'alfabeto non era neanche ipotizzata, finché scoperte fortuite all'inizio del XX secolo non portarono alla luce frammenti di manoscritti nell'allora sconosciuto sillabario abugida che si dimostrò appartenere ad un ramo sconosciuto della famiglia delle lingue indo-europee. L'unica lingua che sembra avere una certa somiglianza con le lingue tocarie è l'ittita.
Il tocario si estinse probabilmente dopo l'840, quando gli Uiguri furono espulsi dalla Mongolia dai Kirghisi, ritirandosi nel bacino del Tarim. Questa teoria è supportata dalle scoperte di alcuni testi tocari tradotti in uiguro. Durante la dominazione uigura, le popolazioni tocarie si mischiarono con gli uiguri e si produsse la moderna popolazione dell'attuale Xinjiang.
L'esistenza della lingua tocaria ha rimesso in discussione alcune teorie sulle relazioni tra le lingue indoeuropee, e sta rivitalizzando gli studi linguistici. Le lingue tocarie sono un'importante eccezione geografica all'usuale schema delle ramificazioni dell'indo-europeo, essendo le uniche diffusesi verso est direttamente dal teorico punto di partenza indoeuropeo nella steppa pontica e a non aver subito l'innovazione del trattamento delle dorsali tipico delle lingue dell'est (satem).
Alla fine del XIX secolo si dava molta importanza al fatto che le lingue indoeuropee dislocate ad oriente fossero tutte di tipo satem, e si dedusse che in epoca molto antica l'indoeuropeo si divise in un ramo occidentale (centum) e in uno orientale (satem).
Fu quindi una sorpresa scoprire che la parola «cento» (i.e. *ḱm̥tom) suona in tocario A känt e in tocario B kante, con esito k dell'i.e. *ḱ.
Fu quindi ipotizzato che l'innovazione satem si fosse originata in un'epoca piuttosto recente, in un'area centrale rispetto al territorio occupato da tutte le lingue indoeuropee e da lì propagata nei territori occupati dalle lingue satem (indoiraniche ecc.). Ne deriva che le lingue centum (quindi le lingue occidentali e il tocario) sono lingue che non sono state raggiunte dall'innovazione satem.
Attualmente alcuni studiosi ipotizzano che il tocario sia nato in zone occidentali, emigrato poi verso le sedi storiche in epoche più recenti.

## Contatti tra tocario e cinese antico

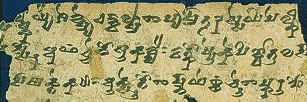

È stato notato che esistono alcune parole cinesi che hanno un corrispettivo indoeuropeo:
- «cane»: cinese quǎn, dal cinese antico *kʰʷeːnʔ | indoeuropeo *ḱwṓ (accusativo *ḱwónm̥, genitivo *ḱunés)
- «oca selvatica »: cinese yàn, dal cinese antico *ŋraːns | indoeuropeo *ǵʰans-
- «latte»: cinese antico *lak | indoeuropeo *ǵlákts
- «cavallo»: cinese mǎ, dal cinese antico *mraːʔ | celtico e germanico *markos
- «miele»: cinese mì, dal cinese antico *mjit | indoeuropeo *médʰu (cfr. toc.B mit)

Dapprima questo fatto suggerì una improbabile parentela tra antico cinese ed indoeuropeo (ipotesi di Jensen).
In realtà è possibile che queste parole siano passate da qualche lingua indoeuropea al cinese nell'età del bronzo (epoca Shang) e questa lingua verosimilmente può essere il tocario.
Sembra probabile che il prestito sia avvenuto da indoeuropeo a cinese, poiché il latte acido (ad esempio il kumiss o anche lo yogurt) è un alimento diffuso in tutta l'Eurasia settentrionale e steppica, mentre i cinesi ritenevano i latticini un alimento inadatto agli adulti.

Per quanto riguarda i cavalli si sa che furono domesticati nelle steppe dell'Asia centrale (cultura di Sintashta).

Anche la parola per «cane» sembra un prestito dall'indoeuropeo, poiché i primi cani addomesticati sembrano risalire al Mesolitico europeo.

## Glossario
fra parentesi, le parole di derivazione differente